# Diatou Diaw
Pour les articles homonymes, voir Diaw.
Diatou Diaw, née le 24 septembre 1997 à Rufisque, est une gymnaste aérobic sénégalaise.

## Carrière
Elle participe aux Jeux africains de 2015 sans obtenir de médaille. Elle est médaillée de bronze en duo mixte aux Championnats d'Afrique de gymnastique aérobic 2016 à Alger.